# Próba Politzera
Próba Politzera – jedna z metod oceny stanu ucha środkowego polegająca na badaniu drożności trąbki słuchowej. Podczas testu do jamy nosa i jamy nosowo-gardłowej wtłaczane jest powietrze przy pomocy balonu z nasadką (balonu Politzera). Szmer powietrza przechodzącego przez trąbkę słuchową jest wysłuchiwany tzw. nasłuchiwaczem.

Przeczytaj ostrzeżenie dotyczące informacji medycznych i pokrewnych zamieszczonych w Wikipedii.